# Tây Sahara
Tây Sahara (tiếng Ả Rập: الصحراء الغربية‎ aṣ-Ṣaḥrā' al-Gharbīyah, ngữ tộc Berber: Taneẓroft Tutrimt, tiếng Tây Ban Nha và tiếng Pháp: Sahara Occidental) là một vùng lãnh thổ tranh chấp thuộc vùng Maghreb của Bắc Phi, ven Đại Tây Dương và giáp với Ma Rốc, Algérie và Mauritanie. Diện tích của Tây Sahara là 266 nghìn km². Dân số ước lượng vào năm 2007 là 382,617 người, dân cư chủ yếu là nhóm người thuộc dân tộc Arập và Berber. Tôn giáo chủ yếu và của đa phần dân số là Hồi giáo và một số tôn giáo khác. Đất đai phần lớn lãnh thổ là địa hình sa mạc, thuộc phía tây của hoang mạc Sahara, mật độ dân cư khá thưa thớt. Thành phố lớn nhất là El Aaiún, chiếm một nửa dân số trong toàn vùng này.
Tây Sahara nằm trong Danh sách những lãnh thổ không tự chủ của Liên Hợp Quốc từ những năm 1960 khi nó còn là thuộc địa của Tây Ban Nha. Hiện tại đây là vùng đất tranh chấp giữa Vương quốc Ma Rốc, vốn kiểm soát phần lớn Tây Sahara và tuyên bố chủ quyền trên toàn lãnh thổ này; và Mặt trận Politsario, hiện thời kiểm soát 20% lãnh thổ, đòi giành độc lập dưới tên nhà nước Cộng hoà Dân chủ Ả Rập Sahrawi. Maroc gọi vùng đất này là Các tỉnh phía Nam hay Sahara thuộc Maroc.

## Lịch sử
Lịch sử vùng Tây Sahara ít được biết cho đến khi có những mối quan hệ buôn bán giữa vùng này với châu Âu vào thế kỉ 4 TCN. Trong thời cổ đại, người Berber đến sinh sống sau đó là người Ả Rập. Các nhà hàng hải Bồ Đào Nha đến Cape Bojador (bờ biển phía Bắc Tây Sahara hiện nay) năm 1434.

### Tỉnh người Tây Ban Nha
Vào năm 1884, Tây Ban Nha được thưởng một vùng đất ven biển là vùng đất Tây Sahara ngày nay tại Hội nghị Berlin, và bắt đầu thành lập các địa điểm thương mại và đưa quân đội vào. Biên giới của khu vực không được xác định rõ ràng cho đến khi có bản hiệp ước giữa Tây Ban Nha và Pháp vào đầu thế kỷ 20. Sahara thuộc Tây Ban Nha khi đó tạo thành từ lãnh thổ Río de Oro và Saguia el-Hamra thuộc Tây Ban Nha vào năm 1924. Nó không phải, và cũng có chính quyền riêng biệt, với khu vực được biết đến với tên Maroc thuộc Tây Ban Nha.
Do đó, Tây Ban Nha đã cho thấy họ không thể mở rộng quyền điều hành lên những khu vực sâu trong đất liền cho tới năm 1934. Khi tiến gần đến độc lập vào năm 1956, Maroc đã tuyên bố Tây Sahara thuộc Tây Ban Nha là một phần của lãnh thổ trước thuộc địa của họ, và vào năm 1957, Quân đội Giải phóng của Maroc gần như đã đánh đuổi được người Tây Ban Nha ra khỏi đất nước trong Chiến tranh Ifni. Người Tây Ban Nha chỉ có thể tái lập được quyền thống trị với sự hỗ trợ của Pháp vào năm 1958, và bắt tay vào một chiến thuật cứng rắn để trả thù hướng về vùng nông thôn, dùng vũ lực buộc định cư nhiều người du cư trước đây của Sahara thuộc Tây Ban Nha và tăng cường đô thị hóa, trong khi nhiều người khác bị buộc đi đày đến Ma Rốc. Trong cùng năm đó, Tây Ban Nha trả tỉnh Tarfaya và Tantan cho Maroc.
Vào thập niên 1960, Maroc tiếp tục tuyên bố chủ quyền ở Tây Sahara thuộc Tây Ban Nha và thành công trong việc liệt vùng đất này vào danh sách các vùng lãnh thổ cần phải phá bỏ chế độ thuộc địa. Vào năm 1969, Tây Ban Nha trả cho Maroc cùng Ifni, điều này sẽ duy trì sự quản lý của Tây Ban Nha đối với Tây Sahara thuộc Tây Ban Nha.
Vào năm 1967, sự thuộc địa hóa của Tây Ban Nha lại bị thách thức lần nữa bởi một phong trào phản kháng ôn hòa, Harakat Tahrir, yêu cầu kết thúc sự chiếm đóng. Sau sự đàn áp bạo lực vào năm 1970, Zemla Intifada chủ nghĩa quốc gia Sahrawi quay trở về nguồn gốc quân sự của nó, với việc thành lập Mặt trận Polisari vào năm 1970. Các du kích của Mặt trận phát triển nhanh chóng, và Tây Ban Nha đã mất đi sự kiểm soát hiệu quả ở vùng nông thôn vào đầu năm 1975. Một nỗ lực phá hoại sức mạnh của Polisario bằng cách tạo ra đối thủ chính trị hiện đại với nó, Partido de Unión Nacional Saharaui (PUNS), đã có ít thành công.
Tây Ban Nha tiếp tục kết nạp những thủ lĩnh bộ lạc bằng cách lập nên Djema'a, một cơ quan chính trị dựa rất thấp lên sự lãnh đạo của bộ lạc Sahrawi.

### Yêu cầu độc lập
Tuy nhiên, ngay trước cái chết của độc tài người Tây Ban Nha Francisco Franco vào mùa đông năm 1975, Tây Ban Nha phải đương đầu với một chiến dịch đòi lãnh thổ mạnh mẽ của Ma Rốc, và sự mở rộng ít hơn của Mauritanie, nổi lên tột cùng trong Diễu hành Xanh. Tây Ban Nha khi đó đã rút quân đội và người định cư của mình ra khỏi lãnh thổ, sau khi đàm phán vào năm 1975, một thỏa thuận tay ba với Maroc và Mauritania, từ đó cả hai nước sẽ cùng điều hành khu vực này. Mauritania sau đó rút lại lời tuyên bố sau khi đánh nhau thất bại với Polisario. Maroc liên hệ đến cuộc chiến với Mặt trận Polisario do Algérie chống lưng, mặc dù một lệnh ngừng bắn đã được đưa ra vào năm 1991, và lãnh thổ vẫn nằm trong sự tranh chấp.

### Tây Sahara ngày nay
Liên Hợp Quốc xem Tây Sahara thuộc Tây Ban Nha cũ là một lãnh thổ phi thực dân, với Tây Ban Nha là quyền lực điều hành hình thức. Những nỗ lực hòa bình của Liên Hợp Quốc đã nhắm tới tổ chức một cuộc trưng cầu ý dân về sự dộc lập trong dân cư Sahrawi, nhưng điều này vẫn chưa diễn ra. Liên minh châu Phi và trong lịch sử đã có ít nhất 41 chính phủ nhìn nhận lãnh thổ có chủ quyền, mặc dù bị chiếm đóng, là quốc gia dưới tên Cộng hòa Dân chủ Ả Rập Sahrawi (SADR), với một chính phủ lưu vong do Mặt trận Polisario hỗ trợ.

## Địa lý
Tây Sahara là vùng lãnh thổ phía Tây của Bắc Phi, Bắc giáp Maroc, Đông giáp Algérie, Đông Nam giáp Mauritanie, Tây giáp Đại Tây Dương.
Địa hình đồng bằng với sa mạc cát và sa mạc đá, có một số núi thấp ở phía đông bắc và phía nam. Khí hậu nhiệt đới khô hạn. Hải lưu lạnh ngoài khơi gây ra sương mù dày ở ven biển. Sông chính của Tây Sahara là Xaghia en Hamra (Saguia - el - Hamra). Nơi đây gần như không có đất canh tác (trừ một số ốc đảo), không có rừng, đồng cỏ chiếm 19%, sa mạc chiếm 81%. Khoáng sản chính là phosphat và sắt.

## Kinh tế
Tây Sahara là vùng đất nghèo tài nguyên và thiếu các nguồn nước. Kinh tế chăn nuôi du mục và đánh cá ven biển. Khoảng 50% lao động làm nông nghiệp. Công nghiệp: khai khoáng (phosphat), tiểu công nghiệp và thủ công nghiệp. GDP đầu người khoảng một vài trăm USD. Sản phẩm nông nghiệp chính: chà là và rau tại các ốc đảo. Chăn nuôi lạc đà, dê, cừu. Đánh cá và làm muối ven biển Đại Tây Dương. Năng lượng: điện 79 triệu kW.h. Giao thông: đường bộ 6,1 nghìn km (22% rải nhựa). Xuất nhập khẩu do Maroc kiểm soát. Xuất khẩu phosphat (62% tổng giá trị xuất khẩu), gia súc. Nhập khẩu: lương thực, hàng tiêu dùng, xăng dầu. Đơn vị tiền tệ: dùng tiền Maroc (đia ham) trong giao dịch ngoại thương. tỷ giá hối đoái: 1 USD = 8,1 đia ham.